# Colastes macropterus
Colastes macropterus är en stekelart som beskrevs av Sergey A. Belokobylskij 1992. Colastes macropterus ingår i släktet Colastes och familjen bracksteklar. Inga underarter finns listade i Catalogue of Life.